# Higashimatsushima
Higashimatsushima (東松島市, Higashimatsushima-shi) est une ville située dans la préfecture de Miyagi, au Japon.

## Toponymie
Le toponyme « Higashimatsushima » (東松島) signifie « Matsushima de l'Est ».

## Géographie

### Situation
Higashimatsushima est située dans le nord-est de la préfecture de Miyagi, au bord de l'océan Pacifique.

### Municipalités limitrophes
| Matsushima      | Misato            | Ishinomaki      |
| Matsushima      | Higashimatsushima | Ishinomaki      |
| océan Pacifique | océan Pacifique   | océan Pacifique |

### Démographie
En janvier 2020, la population de Higashimatsushima s'élevait à 39 775 habitants, répartis sur une superficie de 101,36 km2.

## Histoire
La ville de Higashimatsushima a été fondée le 1er avril 2005 par la fusion des bourgs de Naruse et Yamoto.
Higashimatsushima a été en grande partie démolie à la suite du séisme de 2011 de la côte Pacifique du Tōhoku, suivi d'un violent tsunami.

## Culture locale et patrimoine
- Amas coquillier de Satohama

## Transports
Higashimatsushima est desservie par la ligne Senseki de la compagnie JR East.

## Personnalité liée à la ville
- Yutaka Abe (1895-1977), réalisateur et acteur